# Symphysodon splendens
Symphysodon splendens là một loài rêu trong họ Pterobryaceae. Loài này được (Reinw. & Hornsch.) Broth. mô tả khoa học đầu tiên năm 1906.